# Большое Соколово (деревня)
Большое Соколово — деревня в Можайском районе Московской области, в составе Сельского поселения Борисовское. Численность постоянного населения по Всероссийской переписи 2010 года — 64 человека. До 2006 года Большое Соколово входило в состав Ямского сельского округа.
Деревня расположена в центральной части района, примерно в 5 км к юго-западу от Можайска, на левом берегу реки Мжут, у устья безымянного левого притока, высота центра над уровнем моря 198 м. Ближайшие населённые пункты — Малое Соколово на севере, Малое Новосурино на востоке и Малые Парфёнки на юге. Через Большое Соколово проходит автодорога 46К-1130 Уваровка — Можайск.